# Kreuzkapelle (Korschenbroich)

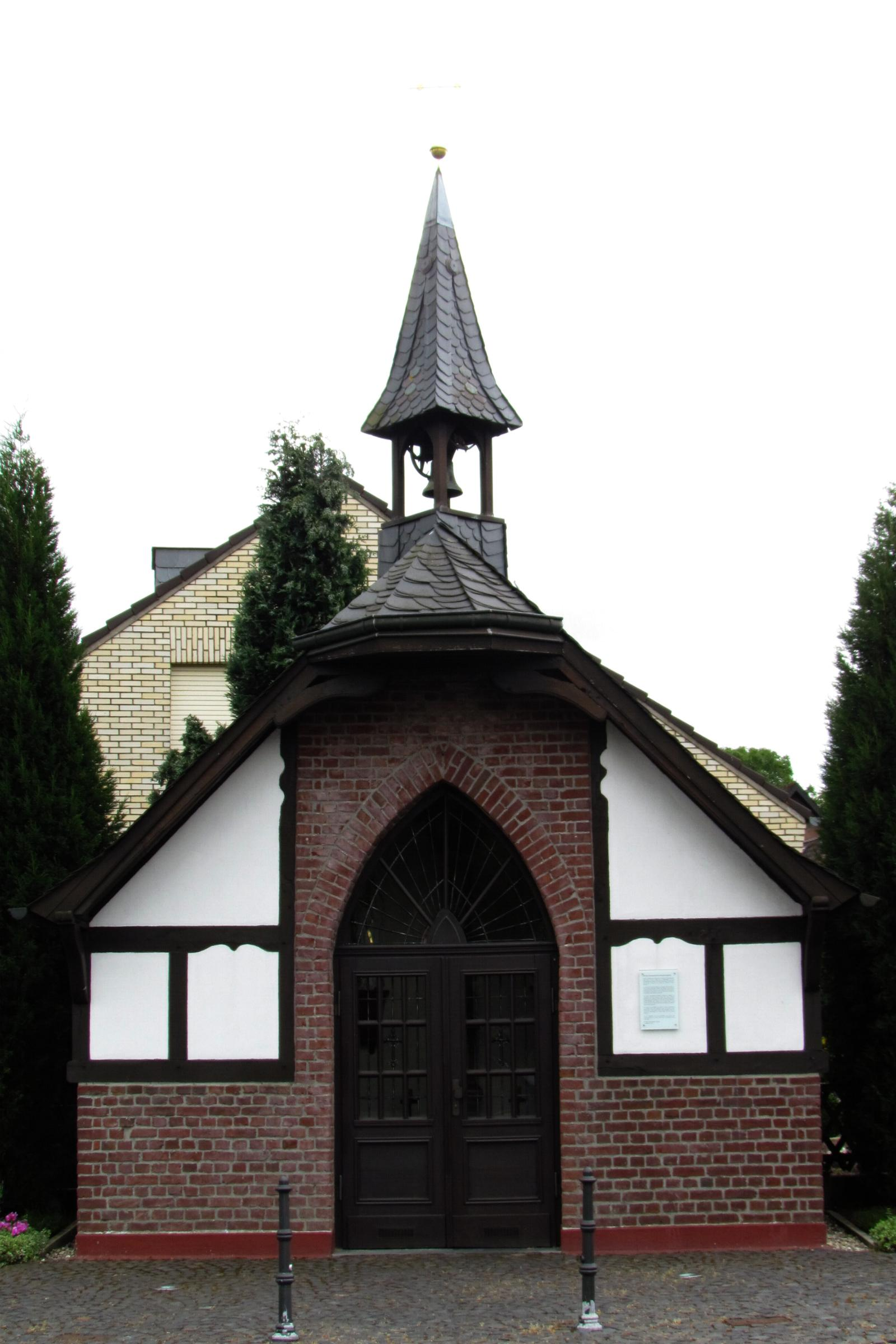
Kapelle

Die Kreuzkapelle ist eine römisch-katholische Kapelle in Korschenbroich  im Rhein-Kreis Neuss in Nordrhein-Westfalen.
Das Gebäude wurde Anfang des 20. Jahrhunderts erbaut und unter Nr. 006 am 20. August 1985 in die Liste der Baudenkmäler in Korschenbroich eingetragen.

## Architektur
Die Kapelle besteht aus Fachwerk mit Backstein, einschiffig mit gerader Apsis und hohem Dachreiter. Im Innern hängt ein Missionskreuz aus dem 18. Jahrhundert.